# アーサー・C・クラーク
サー・アーサー・チャールズ・クラーク（Sir Arthur Charles Clarke、1917年12月16日 - 2008年3月19日）は、イギリス出身のSF作家。20世紀を代表するSF作家の一人であり、科学解説者としても知られている。

## 概要
1950年代から1970年代にはロバート・A・ハインライン、アイザック・アシモフと並んでビッグ・スリーと称されるSF界の大御所として活躍した。 他の2人がエンターテイメント、SF叙事詩を志向したのに対して、クラークは豊富な科学的知識に裏打ちされた近未来を舞台にしたリアルなハードSF作品群と仏教思想に共鳴した「人類の宇宙的進化」を壮大に描く作品群とに特色がある。代表作は『幼年期の終わり』『2001年宇宙の旅』。作品のほとんどが邦訳されている。短編では「太陽系最後の日」や「星」などが有名。SF以外の小説はイギリス空軍時代の体験を基にした1963年の『Glide Path』（日本語未訳）の一作のみ。
第2次世界大戦中、イギリス空軍にて、空軍少尉兼レーダー技師を務めた。1945年には人工衛星による通信システムを提案した。 1946年、ロンドンのキングス・カレッジ卒業（物理学、数学専攻）。1946年から1947年まで英国惑星間協会の会長を務め、1951年から1953年にも再び会長を務めた。
1956年、スリランカ（当時セイロン）に移住し、移住後は死去するまでほとんどの期間を同地で過ごした。『スリランカから世界を眺めて』というスリランカでの暮らしに触れたエッセイ集もある。晩年まで小説を執筆した。1998年エリザベス2世よりナイトの称号を授与され、2005年にはスリランカの文民向けの最高の勲章スリランカビマニャを授与された。
メンサの会員だった。

## 生涯

### 生い立ち～青年期
クラークは1917年12月16日に、イングランドのサマセット州マインヘッドにて生まれ、ビショップス・ライダードで育ち、トーントンのハイッシュ・グラマースクールで中等教育を受けた。
少年時代は天体観測や化石収集を趣味とし、『アスタウンディング』などのパルプ誌に載ったSF小説に熱中していた。この頃に読んだ作品の中でSFに興味を持ったきっかけとなったものとして、
- 『アメージング・ストーリーズ』誌
- オラフ・ステープルドンの『最後にして最初の人類』
- デイヴィッド・ラッサー（英語版）の『The Conquest of Space』

を挙げている。
1934年に英国惑星間協会へ入会し（1946年には会長になった）、活発に活動した。1936年にグラマースクールを卒業した後は公務員（教育委員会の年金部門の監査役）として働いていた。

### 第二次世界大戦
第二次世界大戦中、レーダー技師としてイギリス空軍に勤務し、早期警戒レーダー網の構築に携わり、バトル・オブ・ブリテンにおける英国の勝利に貢献した。戦時中、多くの時間を着陸誘導管制 (GCA) 用レーダーの研究に費やし、その模様は後に半自伝的小説『Glide Path』に描かれた。
1941年、伍長で任官したクラークはウィルトシャーのイエーツベリー空軍基地内にあった第2無線学校でレーダー操作の教官を務めた。1943年5月27日、技術少尉に進級し、さらに同年11月27日には中尉に進級した。その後はウォリックシャーのホニリー空軍基地で主任教官を務め、大尉で除隊した。

### 戦後
戦後、キングス・カレッジ・ロンドンに入学し、物理学と数学の一級学士号(First-class degree) を取得。 その後、物理論文集『Physics Abstracts』の編集スタッフを務めた。 1946年～1947年と1951年～1953年の2度にわたり、英国惑星協会の会長を務めた。

### 作家活動を開始
クラークは1937年から1945年までファンジンにいくつか小説を発表していたが、1946年、『アスタウンディング』4月号に掲載された短編「抜け穴」で商業誌デビューする。最初のヒット作は同年5月号に掲載された「太陽系最後の日」である。この作品は評価が高く、日本では『S-Fマガジン』創刊号に翻訳が掲載され、支持を得た。
1948年、BBCのコンクール向けに「前哨」を書いた。選外となったが、この作品がその後のクラークの経歴に変化をもたらした。同作は『2001年宇宙の旅』の原型となっただけでなく、その後のクラーク作品により神秘的および宇宙的要素が加わるきっかけとなった。その後のクラーク作品では、技術的には進歩しているが未だに偏見にとらわれた人類が自分たちより優れた異星生命体に出会うという設定が特徴的に見られるようになった。例えば『都市と星』（およびその元になった『銀河帝国の崩壊』）、『幼年期の終り』、『宇宙の旅』シリーズといった作品では、優れた異星種族との出会いが概念的突破口を生み出し、人類がさらに次の段階へと進化することになる。
作家活動と並行して1949年から『Science Abstracts』誌の編集助手を務めたが、1951年以降は専業作家となった。同年には第一長編『宇宙への序曲』を発表。また、イギリスのSFコミック『Dan Dare』シリーズの原作も手がけており、最初の長編3作は子供向けを意図して書いていた。
1953年に出版された3作目の長編『幼年期の終り』は彼の人気を不動のものとした。同作は1992年に発刊されたクラーク公認の伝記において「いまだに多くの読者や批評家が（『幼年期の終り』を）アーサー・C・クラークの最高傑作としている」とされているが、クラークはその後の作品でESP（超能力）を扱っておらず、それについて2017年のインタビューで「ずっとESPに興味を持っていたし、『幼年期の終わり』でも描いたが、未だに実在を巡る議論だけが続いていることに幻滅している。ただ、いつかテレパシーのようなものが発現する可能性は感じている」と語っている。

### スリランカへ移住後
1956年、クラークはセイロン（現スリランカ）へ移住した。移住の理由についてクラークは、スキューバダイビング好きが高じたとしている一方で、親しい知人には彼と同じく同性愛者（後述）であったアラン・チューリングが1954年に自殺に追い詰められた事件にショックをうけ、性的に寛容な同地に移住したとは語っていた。
初めは南部州のユナワチュナに居住し、間もなくコロンボへ転居した。 彼は友人と国内を旅行し、地元のダイビングクラブに所属してサンゴ礁でのダイビングを楽しんだ。1957年、トリンコマリー沖で潜水中に海底に沈んだ寺院の遺跡を発見し、チョーラ朝期の青銅器を発掘したことを翌年発表の『The Reefs of Taprobane』で紹介している。 彼は主にヒッカドゥワ、トリンコマリー、ニラヴェリの海で潜っていた。
1961年、6作目の長編『渇きの海』を発表。執筆活動の傍ら、クラークはビジネスパートナーの Mike Wilson と共にダイビング関連のベンチャーを何度か起業し、またWilsonの映画製作に資金を提供している。1961年、WilsonはGreat Basses Reefで沈没船を発見し、そこから銀貨を回収した。翌年に本格的な調査を行う計画を立てたが、クラークが麻痺を訴えたため計画は延期され、彼はポリオと診断された。翌年の調査ではクラークは海岸や船上から銀貨回収を観察した。その沈没船は最終的にムガル帝国のアウラングゼーブ時代のものと判明し、ルピー銀貨の溶融した袋や大砲などが見つかり、クラークは詳細な記録を元にして『The Treasure of the Great Reef』を出版した。
1970年、小松左京が主宰した「国際SFシンポジウム」にゲストとして来日。 1970年代初め、クラークは当時のSF作家の新記録となる3作品の出版契約を結んだ。そのうちの1作目である『宇宙のランデヴー』は1973年に出版され、主なSF文学賞を総なめにし、シリーズ化され、『宇宙の旅』シリーズと並んで後期のクラークの代表作となった。1975年、スリランカ政府はクラークに市民権を授与した（英国市民権も保持）。 1979年、モラトゥワ大学の学長に任命され、2002年まで務めた。
1980年代から1990年代にかけて、テレビ番組『Arthur C. Clarke's Mysterious World』『Arthur C. Clarke's World of Strange Powers』『Arthur C. Clarke's Mysterious Universe』を制作。1986年、アメリカSFファンタジー作家協会からグランド・マスター賞を授与された。

### 後半生
1988年には1962年のポリオ感染が原因でポリオ後症候群を発症し、その後は車椅子が必要になった。
1989年の国王公式誕生日の叙勲で大英帝国勲章 (CBE) を授与された。同年、国際宇宙大学の初代学長に就任し、2004年まで務めた。
1994年、ニュース番組の形式で異星人とのファーストコンタクトを描いたアメリカのテレビ向けSF映画『Without Warning』に本人役で出演した。同年、ゴリラ保護活動の後援者になっている。 携帯電話用電池向けのタンタル採掘がゴリラを脅かしていることが判明すると、それに対するキャンペーンにも力を貸している。
1998年、新年の叙勲でナイト (Knight Bachelor) に叙されることが発表されたが、『サンデー・ミラー』紙がクラークを小児性愛で告発したため、クラーク側の要請で授与は延期された。 その告発はスリランカ警察の調査で事実無根であることが判明している。『デイリー・テレグラフ』紙によれば、ミラー紙が後に謝罪記事を掲載したため、クラークは法的手段に訴えることはしなかった。 『インデペンデント』紙は、この件で他紙の後追い報道がなかったのはクラークの友人でメディア王のルパート・マードックが動いたからだと報じた。 クラークは後にこの件について「小児性愛者には強い嫌悪を感じる」と語っており、またマードックから記事の関係者が「二度とフリート街で働くことはない」と約束されたとしている。 健康上の問題からクラークはイギリスに行って女王から直接受けることができず、叙勲の式典は2000年5月26日、駐スリランカ高等弁務官が代行する形でコロンボで行われた。
2004年12月末に起きたスマトラ島沖地震では自宅は無事だったが、津波によってヒッカドゥワの「Arthur C. Clarke Diving School」の施設が被害を受けた。 クラークはスリランカへの人道支援を呼びかけ、アーサー・C・クラーク財団は災害警報システムの改善に取り組むようになった。
2005年11月14日、スリランカ政府は「科学技術発展への貢献と国家への献身」を讃えてクラークに文民向けの最高勲章スリランカビマニャを授与した。
最晩年にはポリオ後症候群の影響で言葉もたどたどしくなったため、コメントは事前に録音・録画したものを発表する形になった。2007年9月、NASAの探査機カッシーニが土星の衛星イアペトゥスをフライバイしたことについて、クラークはビデオで歓迎の言葉を送った（イアペトゥスは『2001年宇宙の旅』で重要な役割を演じた）。 2007年12月、クラークは友人やファンに向けて別れの言葉を述べたビデオを録画した。

### 死とその後
2008年3月19日午前1時30分、コロンボの自宅にて心肺機能不全のため90歳で死去。 彼の秘書は、ポリオ後症候群に起因する呼吸困難と心不全だと発表した。
死の数日前、クラークは最後の作品『最終定理』(The Last Theorem) の原稿のチェックを終えたところだった。この作品はフレデリック・ポールと電子メールでやり取りしながら書いた共作である。 同書はクラークの死後に出版された。 クラークの遺骸は荼毘に付された後、遺灰は3月22日にコロンボのボレッラ墓地に埋葬された。葬儀には弟のフレッド・クラークやクラークのスリランカ人家族が数千人の観衆に混じって参列した。
2014年、クラークの遺稿がアメリカ国立航空宇宙博物館に寄贈された。
2024年1月8日、クラークの遺灰の一部がペレグリン・ミッション1 (PM1) の月面着陸機に搭載され、月へ向けて打ち上げられた。 PM1着陸機は月面への着陸は失敗し、1月18日に地球大気圏で燃え尽きた。

## 人物

### 私生活
1953年に旅行先のフロリダで子持ちの22歳のアメリカ人女性 Marilyn Mayfield と出会い、電撃的に結婚。 6カ月後に別居したが、離婚が正式に成立したのは1964年のことである（映画2001年宇宙の旅の製作時期のアメリカ滞在中）。クラークは「この結婚は最初から間違いだった」と述べている。
その後クラークが結婚することはなかったが、スリランカ人男性 Leslie Ekanayake とは親密な関係となり、『楽園の泉』の献辞の中で彼について「生涯ただ1人の親友」と書いた。 クラークはコロンボのボレッラ墓地で、約30年前に先立った Ekanayake と同じ墓に埋葬された。
オーストラリアの作家ジョン・バクスターは、クラークの同性愛指向について、彼がスリランカに移住した理由の1つとしてスリランカの法律が同性愛に寛大だったからだとしている。 あるジャーナリストがクラークに同性愛者なのかと尋ねたときは否定していた。しかし、マイケル・ムアコックは次のように書いている。
誰もが彼がゲイだと知っていた。1950年代にはボーイフレンドを伴った彼と飲みに行ったこともある。彼の同棲相手やその家族にも何度も会ったことがある。彼らは一様に彼の親切に感謝していた。やや自己陶酔的で絶対禁酒主義者だったが、全く完璧な紳士だった。
『PLAYBOY』誌1986年7月号のインタビューでクラークは両性愛の経験があるかと尋ねられ「もちろん」と応えている。
クラークの死後、友人だったケリー・オクィンは追悼記事の中で、「アーサーは確かにゲイだった（略）アイザック・アシモフがかつて私に言ったように彼（クラーク）は『純粋に男性が好きだったのだ』と思う。アーサーは自分の性的志向を公表しなかった ― 彼にとって、それは重要なことではなかったからだ ― が、そのことについて問われれば、彼は正直にそれを認めていた」と書いている。
クラークは原稿や個人的メモの膨大なコレクション "Clarkives" を維持しており、現在は弟のフレッド・クラークが保管している。クラークはかつて、死後30年経過するまで日記を公開しないと述べている。なぜ日記を封印したのかと聞かれ「まあ、あらゆる種類の恥ずべきことがそこに書かれているかもしれない」と応えている。

### 交友関係

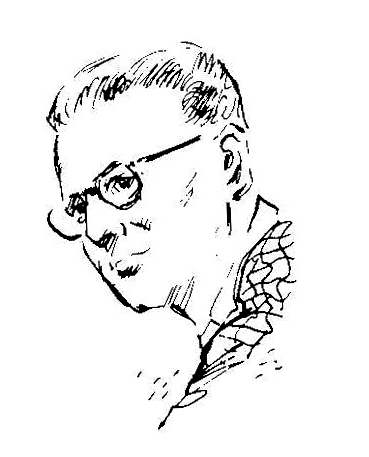
クラークの肖像（スケッチ）

1940年代～1950年代にかけてC・S・ルイスと文通しており、一度オックスフォードのパブ「ザ・イーストゲート」で会い、SFと宇宙旅行について議論した。クラークはルイスの死後、『別世界物語』三部作について「本物の文学といえる数少ないSF作品だ」と最大限の賛辞を贈った。
アイルランドのファンタジー作家ロード・ダンセイニを尊敬し、1957年にダンセイニが亡くなるまで文通をしており、彼を「20世紀最大の作家のひとり」と評している。

#### ビッグ・スリー
クラークはアイザック・アシモフやロバート・A・ハインラインと共にSF界の「ビッグ・スリー」と称されていた。
クラークとハインラインは『宇宙の探検』を出版した1951年に文通するようになり、翌年には直接会っている。長年の友として、互いの家（アメリカとスリランカ）を訪問したこともある。しかし1984年、ラリー・ニーヴンのカリフォルニアの自宅で会ったときはアメリカの宇宙開発および外交方針（特に戦略防衛構想）に関して激しい口論になったという。2人は公式には和解したとしていたが、1988年にハインラインが亡くなるまでずっと疎遠のままだった。
アシモフとは1953年にニューヨークで会った。その後数十年に渡って友好的な言葉の応酬を続けた。アシモフと、もし「最高のSF作家は誰か?」と聞かれたら互いの名を答える「アシモフ - クラーク協定 (Asimov-Clarke Treaty of Park Avenue) 」を結んでいたと言われている。1972年、クラークは自著 "Report on Planet Three" にこの協定のことを書いている。 また、クラークとアシモフはメンサの会員であり、ともにメンサの国際会議に参加したこともある。

### その他
- 先述の通り大のスキューバ・ダイビング好きで、Underwater Explorers Club の会員でもあった。
- 晩年には、非正統科学への傾倒の向きがあり、「超伝導体の回転による重力遮蔽」が近年に実現するだろうと語ったり[87]、リチャード・ホーグランドの「火星に森林がある説」を擁護する[88]、などの言動があった。

## 思想

### 宗教観
宗教的テーマはクラーク作品によく見られる。 J・B・S・ホールデンは最晩年にクラークに宛てた手紙の中で彼を「宗教について新しいことを書いた数少ない人物の一人であり、神学の賞を受けるべきだ」と評価し、また「クラークの著作に矛盾した神学的見解が含まれていなければ、彼は宗教に対する脅威となり得た」と評価している 。
が、クラーク自身の宗教観はなかなか複雑である。
彼は宗教を「知識へと至る道は神へと至る道である。あるいは真実へと至る道でも何でも好きに呼べばよい」と述べている。 また、自らを「神という概念に魅了された者」と称した。
空軍に入隊した際には、認識票の宗教欄にイングランド国教会ではなく、「汎神論者」と記すよう希望し、1991年のエッセイ "Credo" の中では10歳のころから論理実証主義者だったと述べている。
クラークの有名な言葉として「人類の一番の悲劇は、道徳が宗教にハイジャックされたことだ」というものがある。 1972年の哲学者アラン・ワッツによる3日間にわたったインタビューの中でクラークは、宗教に対して偏見を持っており、宗教が残虐行為や戦争を防止できない点を許すことができないと語った。 2000年にはスリランカの新聞のインタビューに「私は神も来世も信じていない」と述べ、自身を無神論者だとしている。 また自身を「隠れ仏教徒」と称しつつ、仏教は宗教ではないと主張している。2004年8月の『ポピュラー・サイエンス』誌のインタビュー内では宗教を「精神に巣食うウイルスの中でも最も悪質でしつこいもので、可能な限り早く取り除くべきだ」と語っている
自身の名を冠した番組（Arthur C. Clarke's Mysterious World の 'Strange Skies' という回）で「私は時折、宇宙が天文学者を永久に驚かせるよう設計された機械ではないかと思うことがある」と述べている。また同じ回の最後の方でベツレヘムの星を取り上げ、その正体がパルサーだという説を述べている。パルサーはクラークの短編「星」(1955) とその番組(1980) の間に発見された天体である。そして当時発見されたばかりのパルサー PSR B1913+16 について「キリストの誕生を知らせた星の死にかけた声が今も聞こえるとしたら、何とロマンチックだろう」と述べている。
1993年と2004 - 2005年のインタビューでは、転生を可能にする機構が存在不可能だとして転生を信じないと述べている。しかし、J. B. S. ホールデンの言葉「宇宙は我々が想像する以上に奇妙などころか、想像できる以上に奇妙なのだ」をいつも好んで引用しているとも述べている。 彼は転生の概念を魅力的だとも言っているが、限りある存在であることを好むとしていた。
クラークは自身の葬儀について「あらゆる種類の宗教的儀式を葬儀で行うな」という指示を書き残していた。

### 政治姿勢
クラークは情報の自由について、「情報の自由を求める闘いは、政治ではなくテクノロジーによって解決されるだろう」と予測していた。 また、「人類が地球儀を眺めるように宇宙的な視点で地球を見ることができたら、長期的に見て極端なナショナリズムが存続するのは難しいことを悟るだろう」と書いている。そして「旗は（風のない）真空中では揺れないのだ」という表現で、特定の国家・組織が宇宙空間での領有・占有権を主張することに反対した。
反資本主義者であり、社会生活の完全自動化を支持し、「将来的な目標は全人類の完全失業だ。そのためには現在の政治システムの破壊的再構築が必要だ」と発言している。

### テクノロジーに対する姿勢
人間の仕事がロボットに取って代わられることについて、クラークは「機械で代替が可能な仕事は全てそうすべきである」と発言している。また再生可能エネルギーの利用を支持し、「現代文明は化石燃料に依存しているが、気候変動が新たな脅威となっており、私は化石燃料の使用を止めてクリーンなエネルギー源を採用することを望んでいる。化石燃料によって地球が徐々に焼き尽くされるのを許すわけにはいかない」と発言している。

### 地球外知的生命体について
地球外に知的生命体が存在する可能性とフェルミのパラドックスについてクラークはこう述べている。
宇宙に知的生命が存在する何よりの証拠は、彼らがまだ地球に到来していないという事実である…（知性のないものを含む）地球外生命体が存在するという僅かな証拠も発見されていないという事実に、私は驚きもしなければ失望もしていない。例えば、エーテルを使って我々が一生で使う以上の量の言葉を1秒で送信してしまうような技術を持った異星人から見たら、地球のテクノロジーは太鼓の音で交信しているような原始的なもので、とても交渉を持とうとは思わないだろう。そして「私たちはこの宇宙で孤独な存在なのか、そうではないのか」という2つの可能性が存在するが、どちらも恐ろしいことだと思っている。

### 超常現象に対する姿勢
クラークは若いころ超常現象を好み、『幼年期の終り』の着想の原点の1つが超常現象だと述べていた。しかし1992年の伝記で、超常現象が詐欺だと判明した例をいくつも挙げ、徐々に完全な懐疑主義者になっていったと述べている。1990年発行のデル・レイ社版『幼年期の終わり』の序文でも「（自身のテレビ番組）"Mysterious World" と "Strange Powers" での再検証の結果、その殆どを疑うようになった。長い間、多くの空論と多くの『実演』が嘘であることが露呈する様を見てきて、今では過去の自分を恥ずかしいとさえと思うことがある」と綴っている。

## 作風

### SF小説
クラークの作品には、科学の進歩によって人類が太陽系や海洋を探究していくだろうという楽観的な作風を特徴とする。作者の理想に基づき、高度に発達したテクノロジー/生態学/社会によるユートピア的設定がしばしば見られる。初期作品は、技術革新や科学的躍進によって発達した社会が最終的に衰微していく未来を描いたものが多い。
「前哨」(1948) で初めて宗教的テーマが導入され、『都市と星』などの作品でそれがさらに追究されている。「前哨」には、知的種族が進化すると神に近いものになるというもう1つのテーマがあった。これをさらに深めたのが1953年の『幼年期の終り』である。この考え方は『地球帝国』にも若干現れている。この進化による超越という考え方はオラフ・ステープルドンの追究したテーマに近い。クラークはステープルドンの『最後にして最初の人類』(1930) について「この本ほど私の生涯に影響を与えた作品はない（中略）そしてそれに続く『スターメイカー』(1937) と共に（ステープルドンの）最高傑作に挙げられる」と述べている。
海洋（特に深海）にも大きな興味を持っており、「ビッグ・ゲーム・ハント」「海底牧場」「きらめく生きもの」『イルカの島』といった作品にそれが表れている。
多くの科学者や宇宙飛行士らと親交があり、何人かは小説に登場している。他にもしばしば作中で現実とのクロスオーバーを行っており、『2010年宇宙の旅』では登場人物が遺棄宇宙船の中である有名SFホラー映画を話題にする、チュニジアの砂漠に残された有名SF映画の小道具が異星人のものと間違えられる、などのエピソードがあり、『2061年宇宙の旅』では『スター・ウォーズ』が、『3001年終局への旅』では『ジュラシック・パーク』が、そして『楽園の泉』では『2001年宇宙の旅』が言及されている。

### ノンフィクション
クラークは自身のエッセイ、スピーチ等を独立した章として収録した作品も多数発表している。
それらの作品を通して、彼は宇宙旅行の概念を社会に広めることに貢献した。1950年、一般人向けに宇宙飛行の基礎を概説した『惑星へ飛ぶ (Interplanetary Flight) 』を執筆した。宇宙旅行に関する著書は、『宇宙の探検』（1951年）『Voices from the Sky"（1965年）』『The Promise of Space"（1968年。1970年改訂）、そして『Report On Planet Three』（1972年）などが執筆されている。
また、それら宇宙旅行に関する著書の中には、コンピュータや生物工学などの分野の未来ついて紙面が割かれた章がある。その中でクラークは通信衛星の登場を予測している。
クラークのエッセイは1993年にエッセイ集『By Space Possessed』として出版された。その後、1934年～1998年までに書かれたクラークの文章（110篇。うち38篇は書籍未収録）は新たに序文と前書きを加筆して2000年に『Greetings, Carbon-Based Bipeds!』にまとめられて出版された。またクラークの技術論文は、いくつかのエッセイや自伝的資料とともに『Ascent to Orbit: a Scientific Autobiography』（1984年）に収録されている。

## 科学への貢献

### 静止衛星

静止軌道

クラーク最大の科学的貢献は、静止衛星による電気通信リレーというアイデアだと言われている。彼が初めてこのアイデアに言及したのは1945年2月に『Wireless World』誌の編集者に宛てた手紙の中でである。そして、同年10月の『Wireless World』誌に「Extra-Terrestrial Relays — Can Rocket Stations Give Worldwide Radio Coverage?」と題した論文を発表し、衛星通信の構想を初めて科学的に示したとされる。 静止衛星による通信網という彼のアイデアを讃え、国際天文学連合は静止軌道の公式な別名として「クラーク軌道」という名前を与えている。
しかし、これが実際に通信衛星の開発に着想を与えたかどうかは不明である。エコーやテルスターといった通信衛星の開発に関わったベル研究所の ジョン・R・ピアース は1954年のインタビュー（1955年出版）ではクラークの論文記事に全く言及していない。
クラークの衛星同士のリレーというアイデア以前に、静止軌道上の人工衛星による通信というアイデアは既に存在していた。静止衛星の概念はヘルマン・オーベルトが1923年の著書『Die Rakete zu den Planetenräumen』（惑星空間へのロケット）で記述しており、人工衛星による無線通信というアイデアはヘルマン・ポトチュニクが1928年の著書『Das Problem der Befahrung des Weltraums — der Raketen-Motor』(The Problem of Space Travel — The Rocket Motor) の「Providing for Long Distance Communications and Safety」 という章と 「Observing and Researching the Earth's Surface」 という章で記述している。クラークは『未来のプロフィル』でこれら先達の業績を認識していることを示している。
生前最後に受けたインタビューの中で、通信衛星がこれほど重要になると思っていたか、と質問されたクラークは「どうして通信衛星のアイデアで特許を取らなかったのか、とよく聞かれるが、特許なんて持っていても誰かに訴えられるだけで煩わしいからさ」と答えている。

### 未来予想
1958年ごろから、クラークは様々な雑誌に科学的エッセイを連載し多くの予言を残している。これらは1962年の『未来のプロフィル』にまとめられた。同書に収録された2100年までの年表には様々な発明やアイデアが盛り込まれており、例えば2005年に "global library" という記述がある。同書には「クラークの第一法則」が書かれ、後の版で「クラークの三法則」に改められている。
1959年に発表したエッセイで、世界中のどこででも数百のチャンネルが視聴可能な衛星テレビ放送の出現を予測した。また誰でも携帯できる小型パーソナルトランシーバーが出現し、「ダイヤルするだけで世界中の誰とでも通話できる時代がくるだろう」、そして「その装置の中には全地球測位の技術が組み込まれており、もう誰も道に迷うことはなくなるだろう」と書いている。そして『未来へのプロフィル』の中で、1980年代半ばにはこのような装置が登場するだろうと予想していた。
1964年、BBCの番組『ホライゾン』の中でクラークは現在のワールド・ワイド・ウェブに似たグローバル・コンピュータ・ネットワークの出現を説き、21世紀までにはインターネットや衛星通信を使って世界中のどこからでも情報にアクセスしたり、外科手術のような複雑な作業を遠隔地から行えるようになると予測した。
1974年の豪ABCテレビが行ったインタビューの中でコンピュータが身近になることによって2001年の生活はどう変わっているかと問われたクラークは、オンライン・バンキングやオンライン・ショッピングなど、現在では当たり前となっている多くのサービスの出現を預言し、「今の電話機のように、それぞれの家に小型のコンピュータが置かれ、私たちはそれを介して生活に必要な情報の入手や手続きが出来ることが、電話で会話するように当たり前のことになっているだろう」と答えている。
スリランカに移住し、同地の歴史を学んだことをきっかけに軌道エレベータが登場する小説『楽園の泉』を執筆した。クラークは、ロケットを使った宇宙進出を過去のものとする軌道エレベータは静止衛星のアイデアを超える彼の科学的功績となると信じており、2008年の『IEEEスペクトラム』誌のインタビューの中で「（軌道エレベーターは）一世代以内に実用化され、通信衛星と同様の重要性を持つようになるだろう」と語っている。

## 作品一覧

### 長篇
- 『銀河帝国の崩壊（英語版）』 Against the Fall of Night （1948年、1953年改訂）
- 『宇宙への序曲』 Prelude to Space （1951年）
- 『火星の砂（英語版）』 Sands of Mars （1951年）
- 『宇宙島へ行く少年』 Islands in the Sky （1952年）
- 『幼年期の終り』 Childhood's End （1953年）
- 『地球光』 Earthlight （1955年）
- 『都市と星』 The City and the Stars （1956年）
- 『海底牧場（英語版）』 The Deep Range （1957年）
- 『渇きの海』 A Fall of Moondust （1961年）
- 『イルカの島』 Dolphin Island （1963年）
- 『地球帝国（英語版）』 Imperial Earth （1975年）
- 『楽園の泉（英語版）』 The Fountains of Paradise （1979年）
- 『遥かなる地球の歌（英語版）』 The Songs of Distant Earth （1986年）
- 『星々の揺籃（英語版）』 Cradle （1988年、ジェントリー・リー（英語版）と共著）
- 『悠久の銀河帝国（英語版）』Beyond the Fall of Night （1990年、グレゴリー・ベンフォードと共著）
- 『グランド・バンクスの幻影（英語版）』 The Ghost from the Grand Banks （1990年）
- 『神の鉄槌』 The Hammer of God （1993年）
- 『マグニチュード10（英語版）』 Richter 10 （1996年、マイク・マッキー（英語版）と共著）
- 『トリガー（英語版）』 The Trigger （1999年、マイクル・P・キュービー=マクダウェルと共著）
- 『過ぎ去りし日々の光（英語版）』 The Light of Other Days （2000年、スティーヴン・バクスターと共著）
- 『最終定理（英語版）』 The Last Theorem （2008年、フレデリック・ポールと共著）

宇宙の旅シリーズ
- 『2001年宇宙の旅』 2001: A Space Odyssey （1968年）
- 『2010年宇宙の旅』 2010: Odyssey Two （1982年）
- 『2061年宇宙の旅』 2061: Odyssey Three （1987年）
- 『3001年終局への旅』 3001: The Final Odyssey （1997年）

ラーマシリーズ
- 『宇宙のランデヴー』 Rendezvous with Rama （1973年）
- 『宇宙のランデヴー 2』 Rama II （1989年、ジェントリー・リーと共著）
- 『宇宙のランデヴー 3』 The Garden of Rama （1991年、ジェントリー・リーと共著）
- 『宇宙のランデヴー 4』 Rama Revealed （1993年、ジェントリー・リーと共著）

タイム・オデッセイ シリーズ
- 『時の眼』 Time's Eye （2003年、スティーヴン・バクスターと共著）
- 『太陽の盾』 Sunstorm （2005年、スティーヴン・バクスターと共著）
- 『火星の挽歌』Firstborn （2008年（邦訳は2011年）、スティーヴン・バクスターと共著）

### 短篇集
- 『前哨』 Expedition to Earth （1953年）
- 『明日にとどく』 Reach for Tomorrow （1956年）
- 『白鹿亭綺譚』 Tales from the White Hart （1957年）
- 『天の向こう側』 The Other Side of the Sky （1958年）
- 『10の世界の物語』 Tales of Ten Worlds （1962年）
- 『太陽からの風』 The Wind from the Sun （1972年）
- The Science Fiction Hall of Fame （1981年、G. W. プロクター（英語版）と共編したアンソロジー）
- 『太陽系オデッセイ（英語版）』 The Sentinel （1983年、自選短編集）
- Tales from Planet Earth （1989年）
- Project Solar Sail （1990年）
- More Than One Universe （1991年）
- The Collected Stories of Arthur C. Clarke （2001年） ISBN 0-575-07065-X
- 『太陽系最後の日 (ザ・ベスト・オブ・アーサー・C・クラーク 1)』日本オリジナル、中村融編　 2009年
- 『90億の神の御名 (ザ・ベスト・オブ・アーサー・C・クラーク 2)』日本オリジナル、中村融編　 2009年
- 『メデューサとの出会い (ザ・ベスト・オブ・アーサー・C・クラーク 3) 』日本オリジナル、中村融編　 2009年

### ノンフィクション
- 『惑星へ飛ぶ（英語版）』 Interplanetary Flight （1950年、時事通信社）
- 『宇宙の探検』 The Exploration of Space （1951年、白揚社）
- The Exploration of the Moon （1954年）
- The Young Traveller In Space （1954年）
- The Coast of Coral （1956年）
- The Making of a Moon （1957年）
- The Reefs of Taprobane （1957年）
- Boy Beneath the Sea （1958年）
- Voice Across the Sea （1958年）
- 『宇宙文明論』 The Challenge of the Spaceship （1958年、早川書房）
- The Challenge of the Sea （1960年）
- The First Five Fathoms （1960年）
- Indian Ocean Adventure （1961年）
- 『未来のプロフィル』 Profiles of the Future （1962年）、早川書房）
- Glide Path （1963年）
- 『人間と宇宙の話』 『宇宙への挑戦』 Man And Space （1964年、タイムライフ）
- The Treasure of the Great Reef （1964年）
- Indian Ocean Treasure（Mike Wilsonと共著）
- Voices from the Sky （1965年）
- The Lion of Commare & Against the Fall of Night （1968年）
- The Promise of Space （1968年）
- First On the Moon （1970年）
- Into Space （1970年、ロバート・シルヴァーバーグと共著）
- 『失われた宇宙の旅2001（英語版）』 The Lost Worlds of 2001 （1972年、早川書房）
- Beyond Jupiter （1972年、Chesley Bonestell（挿絵）と共著）
- Report On Planet Three （1972年）
- Tchnology And the Frontiers of Knowledge （1975年）
- 『スリランカから世界を眺めて（英語版）』 The View from Serendip （1977年、サンリオSF文庫のちハヤカワ文庫）
- 『アーサー・C・クラークのミステリー・ワールド』 Arthur C. Clarke's Mysterious World （サイモン・ウェルフェア & ジョン・フェアリー 著、1982年、角川書店。クラークは各章の序文を書いた）
- Ascent to Orbit: a Scientific Autobiography （1984年）
- 1984, Spring: a Choice of Futures （1984年）
- 『オデッセイ・ファイル ― アーサー・C・クラークのパソコン通信のすすめ』 The Odyssey File （1984年、パーソナルメディア。ピーター・ハイアムズと共著）
- 『（アーサー・C・クラーク） 超常現象の謎を解く （上・下）』 Arthur C. Clarke's World of Strange Powers （1984年、リム出版）
- 『アーサー・C・クラークの2019年7月20日（英語版）』 Arthur C. Clarke's July 20, 2019: Life in the 21st Century （1986年、旺文社）
- Arthur C. Clarke's Chronicles of the Strange and Mysterious （1987年）
- 『楽園の日々―アーサー・C・クラーク自伝』 Astounding Days: a Science Fictional Autobiography （1989年、早川書房）　のち『楽園の日々: アーサー・C・クラークの回想』と改題して文庫化
- The Fantastic Muse （1992年）
- 『地球村の彼方（英語版）』 How the World Was One （1992年、同文書院インターナショナル）
- By Space Possessed （1993年）
- The Colours of Infinity （1994年）
- 『オリンポスの雪―アーサー・C・クラークの火星探検 水と緑の「惑星誕生」ものがたり』 The Snows of Olympus （1994年、徳間書店）

### TV番組
- 『アーサー・C・クラーク 未知の世界へ』（Arthur C. Clarke’s Mysterious Universe）[127][128] - イギリスで1994年に制作された、全26話のテレビ・シリーズ。クラークが語り手となり世界中の「超科学的な現象」を分析し、科学的な説明をつけていくドキュメンタリー番組。日本ではCS・ミステリチャンネルで放送。

### その他
- Rendez-vous in Space 2001（小室哲哉がオーガナイザーを務めたイベント、第2部の脚本を手がけた）

## 受賞・栄誉
文学賞

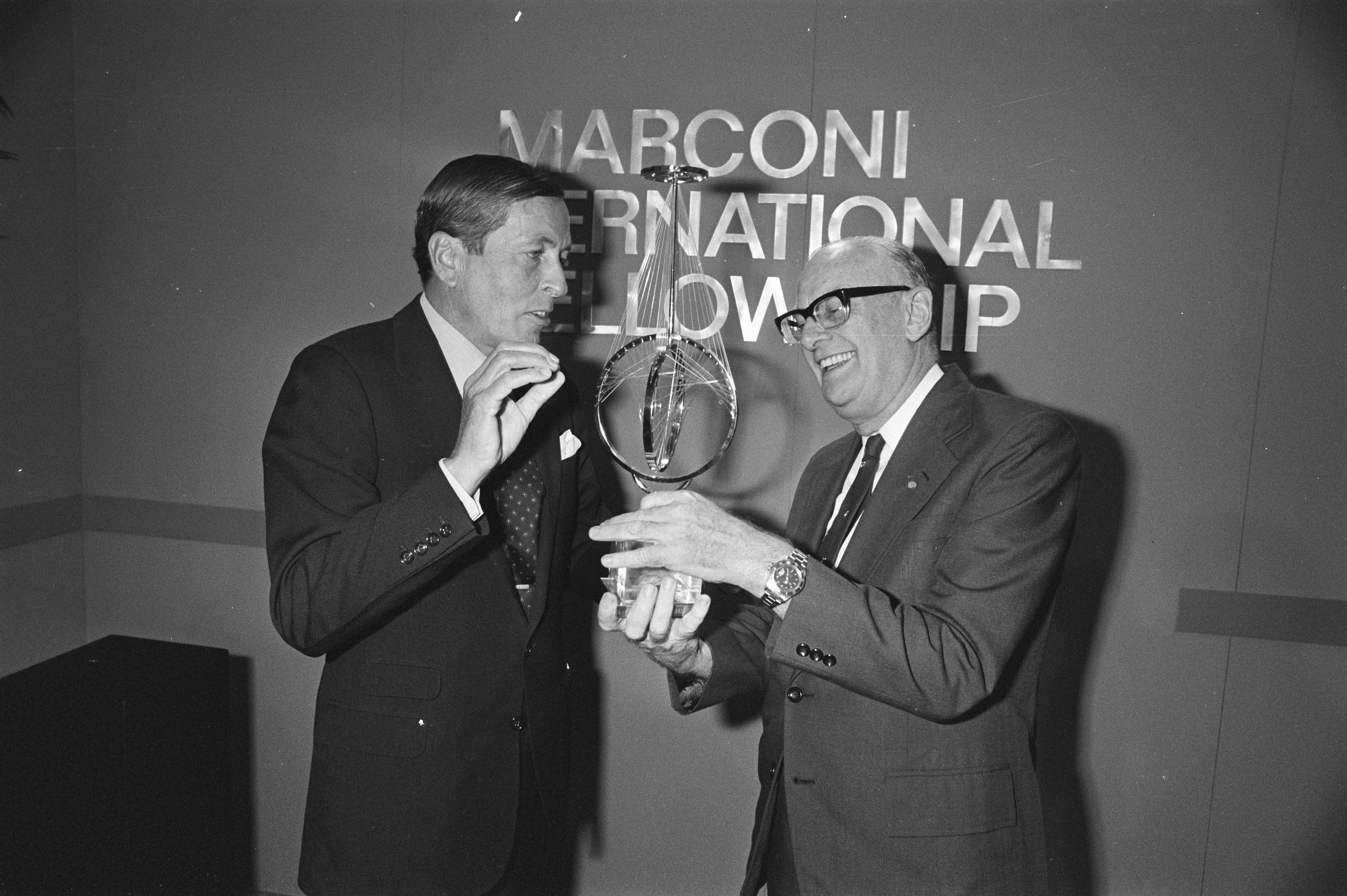
マルコーニ賞授賞式の際にオランダのクラウス王配と

- 国際幻想文学賞 ノンフィクション部門：1952年（『惑星へ飛ぶ』）
- ヒューゴー賞（3回）
  - 短編小説部門：1956年（「星」）
  - 長編小説部門：1974年（『宇宙のランデヴー』）、1980年（『楽園の泉』）

- ネビュラ賞（3回）
  - 中長編小説部門：1973年（「メデューサとの出会い」）
  - 長編小説部門：1973年（『宇宙のランデヴー』）、1979年（『楽園の泉』）

- 英国SF協会賞：1973年（『宇宙のランデヴー』）
- ジュピター賞：1974年（『宇宙のランデヴー』）
- ローカス賞：1974年（『宇宙のランデヴー』）
- ジョン・W・キャンベル記念賞：1974年（『宇宙のランデヴー』）
- 星雲賞 海外部門（2回）：1974年（「メデューサとの出会い」）、1980年（『宇宙のランデヴー』）
- SFWAグランド・マスター賞：1985年
- ミュージアム・オブ・ポップカルチャー「SFとファンタジーの殿堂」入り：1997年
- ロバート・A・ハインライン賞：2004年

科学賞、ほか
- 1961年、科学を普及させた貢献に対してUNESCOからカリンガ賞を授与
- 1963年、スチュアート・バレンタイン・メダルを受賞
- 1969年、スタンリー・キューブリックとともに『2001年宇宙の旅』でアカデミー脚本賞にノミネート
- 1982年、宇宙空間における通信とリモートセンシングの革新に対してマルコーニ賞を受賞
- 1986年、通信衛星の構想と宇宙利用の理解促進に対する功績により全米技術アカデミー会員に選出
- 1994年、ノーベル平和賞候補に推薦

栄典
- 1988年、名誉文学博士号（バース大学より）
- 1989年、 大英帝国勲章コマンダー（エリザベス2世より）
- 2000年、 ナイト・バチェラー（エリザベス2世より）
- 2005年、 スリランカビマニャ章（スリランカ政府より）

## クラーク個人、およびその作品にちなむ事物
- アーサー・C・クラーク賞：1986年、クラークが賞金の資金（当初1,000ポンド）を提供して創設。イギリスで出版されたSF作品を表彰。2001年には賞金が2,001ポンドに増額され、その後は年号と賞金額が同じになっている（例えば、2005年は2,005ポンド）。
- サー・アーサー・クラーク賞（英語版）：2005年創設。主にイギリスの宇宙開発に貢献した人物に英国惑星間協会から授与される。
- 4923 クラーク（英語版）：1981年3月2日に発見された小惑星[143]。2001番の小惑星の方がふさわしいと思われたが、それには既にアインシュタインという名がついていた[144]。
- アーサー・C・クラーク研究所（英語版）：1984年に設立されたスリランカ政府が運営する研究機関[145]
- アーサー・C・クラーク高速道路：2014年に開通したコロンボ外郭環状道路の副名称。
- クラーク・イベント：クラークが死去する数時間前に観測されたガンマ線バースト「GRB 080319B」に対して提案されている名称案[146][147]。
- オデッセイ：アポロ13号の司令船。『2001年宇宙の旅』に因んで命名された[148]。
- 2001マーズ・オデッセイ：火星探査機。『2001年宇宙の旅』に因んで命名された。
- セレンディパケラトプス ：1993年にオーストラリアのインヴァーロック（英語版）で発見された角竜類の恐竜。セレンディップはスリランカの旧称であり、同地に住み少年時代は恐竜好きだったクラークに因み2003年に模式種 "S.arthurcclarkei" と分類された。
- Dead Spaceシリーズ：ビデオゲーム作品。主人公アイザック・クラークの名前はクラークとアイザック・アシモフに因んでいる。